# Gonzalo Fernández de Córdoba
Ne doit pas être confondu avec Gonzalo Fernández de Córdoba y Aguilar.
Gonzalo Andrés Domingo Fernández de Córdoba y Cardona (1585 - 1635), 1er prince de Maratra, est un chef militaire espagnol, qui a participé à la guerre de Trente Ans.

## Biographie
Troisième fils d'Antonio Fernández de Córdoba Cardona y Requesens, duc de Soma, c'est un descendant du grand capitaine, Gonzalve de Cordoue.
Il commanda les troupes espagnoles lors de la bataille de Wimpfen, puis à la bataille de Fleurus de 1622. 
De 1621 à 1623, il commanda l'armée espagnole dans le Palatinat, et plus tard en Flandre. Pendant la guerre de Succession de Mantoue, il dirigea les armées espagnoles dans le duché de Milan.
Il a été gouverneur de Milan au cours de la période allant de 1625 à 1629.